# Campeonato Argentino Súper 9 2014
El torneo Súper 9 de 2014 fue la cuarta edición del campeonato organizado por la Unión Argentina de Rugby para las uniones regionales en la tercera división (Zona Desarrollo) del Campeonato Argentino de Mayores y el Campeonato Argentino Juvenil. El torneo se llevó a cabo entre el 28 y el 30 de marzo de 2014, en las instalaciones del Club de Polo de Estancia Grande, Provincia de San Luis.
El torneo de mayores fue ganado, en principio, por Misiones, quienes también se quedaron con la clasificación a la Zona Ascenso al vencer en la final a la Unión de Rugby del Oeste de Buenos Aires (UROBA). Sin embargo, debido a la inclusión indebida de un jugador inhabilitado, la Unión de Rugby de Misiones fue posteriormente sancionada por la Unión Argentina de Rugby y descalificada del torneo. A consecuencia de esto, el campeonato fue otorgado al siguiente equipo en la tabla general, URBA Desarrollo, y la clasificación a la Zona Ascenso quedó en manos de la UROBA.
El torneo de juveniles fue ganado por la Unión de Rugby del Valle de Chubut tras vencer 19-8 en el partido definitorio de la Copa de Oro a los anfitriones, la Unión de Rugby San Luis. La Unión Jujeña de Rugby y la Unión de Rugby de los Lagos del Sur se quedaron con la Copa de Plata y la Copa de Bronce, respectivamente.

## Equipos participantes
Disputaron este torneo diez equipos en Mayores y nueve en Juveniles, correspondientes a las Zonas Desarrollo del Campeonato Argentino de Mayores 2014 y Campeonato Argentino Juvenil 2014, respectivamente. 
| Equipo             | Unión                                    |
| ------------------ | ---------------------------------------- |
| Andina             | Unión Andina de Rugby                    |
| Austral            | Unión de Rugby Austral                   |
| Córdoba Desarrollo | Unión Cordobesa de Rugby                 |
| Formosa            | Unión de Rugby de Formosa                |
| Jujuy              | Unión Jujeña de Rugby                    |
| Misiones           | Unión de Rugby de Misiones               |
| Oeste              | Unión de Rugby del Oeste de Buenos Aires |
| San Luis           | Unión de Rugby San Luis                  |
| Tierra del Fuego   | Unión de Rugby de Tierra del Fuego       |
| URBA Desarrollo    | Unión de Rugby de Buenos Aires           |

| Equipo           | Unión                               |
| ---------------- | ----------------------------------- |
| Andina           | Unión Andina de Rugby               |
| Austral          | Unión de Rugby Austral              |
| Chubut           | Unión de Rugby del Valle de Chubut  |
| Formosa          | Unión de Rugby de Formosa           |
| Jujuy            | Unión Jujeña de Rugby               |
| Lagos del Sur    | Unión de Rugby de los Lagos del Sur |
| San Luis         | Unión de Rugby San Luis             |
| Santa Cruz       | Unión Santacruceña de Rugby         |
| Tierra del Fuego | Unión de Rugby de Tierra del Fuego  |

Al igual que en la temporada 2012, la Unión de Rugby de Buenos Aires participó del torneo de mayores a través de un seleccionado invitado (URBA Desarrollo) con el objetivo de fomentar el desarrollo y la competitividad. Un seleccionado cordobés (Córdoba Desarrollo) también fue invitado a participar en reemplazo de la Unión Santacruceña de Rugby, que no participó en el torneo de mayores.

## Formato

### Mayores
Los diez equipos fueron divididos en dos zonas de cinco equipos cada una que se resolvieron a través del sistema de todos contra todos a una sola ronda. Se otorgaron 4 puntos por partido ganado, 2 por partido empatado y 0 por partido perdido. Se otorgaron también 1 punto bonus ofensivo en el caso de marcar cuatro tries o más y 1 punto bonus defensivo por perder por siete puntos de diferencia o menos.
Todos los equipos formaron parte en una tabla general con los puntos obtenidos en sus respectivas zonas. El equipo mejor clasificado en la tabla general es considerado el campeón del torneo. El ascenso a la Zona Ascenso del Campeonato Argentino de Mayores de la siguiente temporada se otorgó a través de una final disputada entre el mejor clasificado de cada zona sin incluir a los equipos invitados (URBA Desarrollo y Córdoba Desarrollo).

### Juveniles
Durante la primera fase, los nueve equipos fueron divididos en tres zonas de tres equipos cada una. Cada zona se resolvió a través del sistema de todos contra todos a una sola ronda. Se otorgaron también 1 punto bonus ofensivo en el caso de marcar cuatro tries o más y 1 punto bonus defensivo por perder por siete puntos de diferencia o menos. Los 1.º de cada zona clasificaron a la Copa de Oro, los 2.º a la Copa de Plata y los 3.º a la Copa de Bronce.
La fase final estuvo divida en tres zonas: Copa de Oro, Plata y Bronce. Cada zona se resolvió bajo el mismo formato de la primera fase.  El ganador de cada zona se adjudicó su respectiva copa, con el campeón de la Copa de Oro siendo el campeón del torneo y ascendiendo a la Zona Ascenso del Campeonato Argentino Juvenil de la siguiente temporada.

## Mayores

### Primera fase
Zona 1
| Pos. | Equipos            | Partidos | Partidos | Partidos | Tantos | Tantos | Tantos | Pts. |
| Pos. | Equipos            | G        | E        | P        | PF     | PC     | DP     | Pts. |
| ---- | ------------------ | -------- | -------- | -------- | ------ | ------ | ------ | ---- |
| 1.º  | Oeste              | 3        | 0        | 1        | 35     | 8      | +27    | 13   |
| 2.º  | Tierra del Fuego   | 2        | 0        | 2        | 44     | 25     | +19    |      |
| 3.º  | Córdoba Desarrollo | 2        | 0        | 2        | 40     | 35     | +5     | 10   |
| 4.º  | Austral            | 2        | 0        | 2        | 25     | 37     | -12    | 8    |
| 5.º  | San Luis           | 1        | 0        | 3        | 22     | 61     | -39    | 4    |

|  | Clasifica a final de Ascenso |

| 28 de marzo | Oeste | 10 - 5                  | Córdoba Desarrollo | EGPC, Estancia Grande |  |
|             |       | Reporte p.36-38 Reporte |                    |                       |  |

| 28 de marzo | Austral | 17 - 3                  | San Luis | EGPC, Estancia Grande |  |
|             |         | Reporte p.36-38 Reporte |          |                       |  |

| 28 de marzo | Tierra del Fuego | 3 - 0                   | Oeste | EGPC, Estancia Grande |  |
|             |                  | Reporte p.36-38 Reporte |       |                       |  |

| 28 de marzo | San Luis | 14 - 7                  | Córdoba Desarrollo | EGPC, Estancia Grande |  |
|             |          | Reporte p.36-38 Reporte |                    |                       |  |

| 28 de marzo | Austral | 8 - 3                   | Tierra del Fuego | EGPC, Estancia Grande |  |
|             |         | Reporte p.36-38 Reporte |                  |                       |  |

| 30 de marzo | Oeste | 15 - 0                  | Austral | EGPC, Estancia Grande |  |
|             |       | Reporte p.36-38 Reporte |         |                       |  |

| 30 de marzo | Tierra del Fuego | 27 - 5                  | San Luis | EGPC, Estancia Grande |  |
|             |                  | Reporte p.36-38 Reporte |          |                       |  |

| 30 de marzo | Córdoba Desarrollo | 16 - 0                  | Austral | EGPC, Estancia Grande |  |
|             |                    | Reporte p.36-38 Reporte |         |                       |  |

| 30 de marzo | Oeste | 10 - 0                  | San Luis | EGPC, Estancia Grande |  |
|             |       | Reporte p.36-38 Reporte |          |                       |  |

| 30 de marzo | Córdoba Desarrollo | 12 - 11                 | Tierra del Fuego | EGPC, Estancia Grande |  |
|             |                    | Reporte p.36-38 Reporte |                  |                       |  |

Zona 2
| Pos. | Equipos         | Partidos | Partidos | Partidos | Tantos | Tantos | Tantos | Pts. |
| Pos. | Equipos         | G        | E        | P        | PF     | PC     | DP     | Pts. |
| ---- | --------------- | -------- | -------- | -------- | ------ | ------ | ------ | ---- |
| 1.º  | Misiones        | 4        | 0        | 0        | 99     | 12     | +87    | 18   |
| 2.º  | URBA Desarrollo | 3        | 0        | 1        | 202    | 37     | +165   | 16   |
| 3.º  | Andina          | 2        | 0        | 2        | 106    | 54     | +52    | 11   |
| 4.º  | Formosa         | 1        | 0        | 3        | 34     | 163    | -129   |      |
| 5.º  | Jujuy           | 0        | 0        | 4        | 0      | 175    | -175   | 0    |

|  | Clasifica a final de Ascenso |

| 28 de marzo | Andina | 21 - 36                 | URBA Desarrollo | EGPC, Estancia Grande |  |
|             |        | Reporte p.36-38 Reporte |                 |                       |  |

| 28 de marzo | Misiones | 40 - 0                  | Formosa | EGPC, Estancia Grande |  |
|             |          | Reporte p.36-38 Reporte |         |                       |  |

| 28 de marzo | Jujuy | 0 - 36                  | Andina | EGPC, Estancia Grande |  |
|             |       | Reporte p.36-38 Reporte |        |                       |  |

| 28 de marzo | URBA Desarrollo | 12 - 16                 | Misiones | EGPC, Estancia Grande |  |
|             |                 | Reporte p.36-38 Reporte |          |                       |  |

| 28 de marzo | Jujuy | 0 - 22                  | Formosa | EGPC, Estancia Grande |  |
|             |       | Reporte p.36-38 Reporte |         |                       |  |

| 30 de marzo | Andina | 0 - 6                   | Misiones | EGPC, Estancia Grande |  |
|             |        | Reporte p.36-38 Reporte |          |                       |  |

| 30 de marzo | Formosa | 0 - 74                  | URBA Desarrollo | EGPC, Estancia Grande |  |
|             |         | Reporte p.36-38 Reporte |                 |                       |  |

| 30 de marzo | Misiones | 37 - 0                  | Jujuy | EGPC, Estancia Grande |  |
|             |          | Reporte p.36-38 Reporte |       |                       |  |

| 30 de marzo | Andina | 49 - 12                 | Formosa | EGPC, Estancia Grande |  |
|             |        | Reporte p.36-38 Reporte |         |                       |  |

| 30 de marzo | URBA Desarrollo | 80 - 0                  | Jujuy | EGPC, Estancia Grande |  |
|             |                 | Reporte p.36-38 Reporte |       |                       |  |

### Final de Ascenso
| 30 de marzo | Misiones | 26 - 14                 | Oeste | EGPC, Estancia Grande |  |
|             |          | Reporte p.36-38 Reporte |       |                       |  |

### Tabla de posiciones
Debido a la inclusión indebida de un jugador inhabilitado, la Unión de Rugby de Misiones fue sancionada por la Unión Argentina de Rugby y descalificada del torneo. A consecuencia de esto, el segundo equipo en la tabla general, URBA Desarrollo, se quedó con el campeonato, mientras que la clasificación a la Zona Ascenso quedó en manos del otro finalista, la Unión de Rugby del Oeste de Buenos Aires.
| 1.º  | URBA Desarrollo          | 3 | 0 | 1 | 202 | 37  | +165 | 16 |
| 2.º  | Oeste                    | 3 | 0 | 1 | 35  | 8   | +27  | 13 |
| 3.º  | Andina                   | 2 | 0 | 2 | 106 | 54  | +52  | 11 |
| 4.º  | Tierra del Fuego         | 2 | 0 | 2 | 44  | 25  | +19  |    |
| 5.º  | Córdoba Desarrollo       | 2 | 0 | 2 | 40  | 35  | +5   | 10 |
| 6.º  | Austral                  | 2 | 0 | 2 | 25  | 37  | -12  | 8  |
| 7.º  | Formosa                  | 1 | 0 | 3 | 34  | 163 | -129 |    |
| 8.º  | San Luis                 | 1 | 0 | 3 | 22  | 61  | -39  | 4  |
| 9.º  | Jujuy                    | 0 | 0 | 4 | 0   | 175 | -175 | 0  |
| 10.º | Misiones (descalificado) | 4 | 0 | 0 | 99  | 12  | +87  | 18 |

|  | Campeón Zona Desarrollo "Súper 9" |
|  | Asciende a Zona Ascenso 2015.     |

|                                 |
| URBA Desarrollo Campeón Súper 9 |
| Primer título                   |

## Juveniles

### Primera fase
Zona 1
| Pos. | Equipos | Partidos | Partidos | Partidos | Tantos | Tantos | Tantos | Pts. |
| Pos. | Equipos | G        | E        | P        | PF     | PC     | DP     | Pts. |
| ---- | ------- | -------- | -------- | -------- | ------ | ------ | ------ | ---- |
| 1.º  | Chubut  | 2        | 0        | 0        | 39     | 7      | +32    | 8    |
| 2.º  | Austral | 1        | 0        | 1        | 17     | 27     | -10    | 4    |
| 3.º  | Formosa | 0        | 0        | 2        | 12     | 34     | -22    | 0    |

|  | Clasifica a Copa de Oro    |
|  | Clasifica a Copa de Plata  |
|  | Clasifica a Copa de Bronce |

| 28 de marzo | Chubut | 17 - 7                  | Formosa | EGPC, Estancia Grande |  |
|             |        | Reporte p.36-38 Reporte |         |                       |  |

| 28 de marzo | Austral | 17 - 5                  | Formosa | EGPC, Estancia Grande |  |
|             |         | Reporte p.36-38 Reporte |         |                       |  |

| 28 de marzo | Chubut | 22 - 0                  | Austral | EGPC, Estancia Grande |  |
|             |        | Reporte p.36-38 Reporte |         |                       |  |

Zona 2
| Pos. | Equipos       | Partidos | Partidos | Partidos | Tantos | Tantos | Tantos | Pts. |
| Pos. | Equipos       | G        | E        | P        | PF     | PC     | DP     | Pts. |
| ---- | ------------- | -------- | -------- | -------- | ------ | ------ | ------ | ---- |
| 1.º  | San Luis      | 1        | 1        | 0        | 32     | 27     | +5     | 6    |
| 2.º  | Jujuy         | 1        | 1        | 0        | 27     | 24     | +3     | 6    |
| 3.º  | Lagos del Sur | 0        | 0        | 2        | 31     | 39     | -8     | 2    |

|  | Clasifica a Copa de Oro    |
|  | Clasifica a Copa de Plata  |
|  | Clasifica a Copa de Bronce |

| 28 de marzo | Lagos del Sur | 14 - 17                 | Jujuy | EGPC, Estancia Grande |  |
|             |               | Reporte p.36-38 Reporte |       |                       |  |

| 28 de marzo | San Luis | 10 - 10                 | Jujuy | EGPC, Estancia Grande |  |
|             |          | Reporte p.36-38 Reporte |       |                       |  |

| 28 de marzo | Lagos del Sur | 17 - 22                 | San Luis | EGPC, Estancia Grande |  |
|             |               | Reporte p.36-38 Reporte |          |                       |  |

Zona 3
| Pos. | Equipos          | Partidos | Partidos | Partidos | Tantos | Tantos | Tantos | Pts. |
| Pos. | Equipos          | G        | E        | P        | PF     | PC     | DP     | Pts. |
| ---- | ---------------- | -------- | -------- | -------- | ------ | ------ | ------ | ---- |
| 1.º  | Tierra del Fuego | 1        | 1        | 0        | 66     | 12     | +54    | 7    |
| 2.º  | Andina           | 1        | 1        | 0        | 49     | 12     | +37    | 7    |
| 3.º  | Santa Cruz       | 0        | 0        | 2        | 0      | 91     | -91    | 0    |

|  | Clasifica a Copa de Oro    |
|  | Clasifica a Copa de Plata  |
|  | Clasifica a Copa de Bronce |

| 28 de marzo | Andina | 37 - 0  | Santa Cruz | EGPC, Estancia Grande |  |
|             |        | Reporte |            |                       |  |

| 28 de marzo | Tierra del Fuego | 54 - 0                  | Santa Cruz | EGPC, Estancia Grande |  |
|             |                  | Reporte p.36-38 Reporte |            |                       |  |

| 28 de marzo | Andina | 12 - 12                 | Tierra del Fuego | EGPC, Estancia Grande |  |
|             |        | Reporte p.36-38 Reporte |                  |                       |  |

### Fase final
Copa de Oro
| Pos. | Equipos          | Partidos | Partidos | Partidos | Tantos | Tantos | Tantos | Pts. |
| Pos. | Equipos          | G        | E        | P        | PF     | PC     | DP     | Pts. |
| ---- | ---------------- | -------- | -------- | -------- | ------ | ------ | ------ | ---- |
| 1.º  | Chubut           | 2        | 0        | 0        | 41     | 8      | +33    | 8    |
| 2.º  | San Luis         | 1        | 0        | 1        | 44     | 19     | +25    | 5    |
| 3.º  | Tierra del Fuego | 0        | 0        | 2        | 0      | 58     | -58    | 0    |

|  | Campeón Copa de Oro |

| 30 de marzo | Chubut | 22 - 0                  | Tierra del Fuego | EGPC, Estancia Grande |  |
|             |        | Reporte p.36-38 Reporte |                  |                       |  |

| 30 de marzo | San Luis | 36 - 0                  | Tierra del Fuego | EGPC, Estancia Grande |  |
|             |          | Reporte p.36-38 Reporte |                  |                       |  |

| 30 de marzo | Chubut | 19 - 8  | San Luis | EGPC, Estancia Grande |  |
|             |        | Reporte |          |                       |  |

Copa de Plata
| Pos. | Equipos | Partidos | Partidos | Partidos | Tantos | Tantos | Tantos | Pts. |
| Pos. | Equipos | G        | E        | P        | PF     | PC     | DP     | Pts. |
| ---- | ------- | -------- | -------- | -------- | ------ | ------ | ------ | ---- |
| 1.º  | Jujuy   | 2        | 0        | 0        | 45     | 12     | +33    |      |
| 2.º  | Andina  | 1        | 0        | 1        | 34     | 26     | +8     |      |
| 3.º  | Austral | 0        | 0        | 2        | 5      | 46     | -41    | 0    |

|  | Campeón Copa de Plata |

| 30 de marzo | Austral | 0 - 27                  | Andina | EGPC, Estancia Grande |  |
|             |         | Reporte p.36-38 Reporte |        |                       |  |

| 30 de marzo | Jujuy | 26 - 7                  | Andina | EGPC, Estancia Grande |  |
|             |       | Reporte p.36-38 Reporte |        |                       |  |

| 30 de marzo | Austral | 5 - 19                  | Jujuy | EGPC, Estancia Grande |  |
|             |         | Reporte p.36-38 Reporte |       |                       |  |

Copa de Bronce
La Unión Santacruceña de Rugby no pudo presentar su seleccionado en la fase final debido a condiciones médicas que afectaron al plantel. Se le dieron por perdidos ambos encuentros.
| Pos. | Equipos       | Partidos | Partidos | Partidos | Tantos | Tantos | Tantos | Pts. |
| Pos. | Equipos       | G        | E        | P        | PF     | PC     | DP     | Pts. |
| ---- | ------------- | -------- | -------- | -------- | ------ | ------ | ------ | ---- |
| 1.º  | Lagos del Sur | 2        | 0        | 0        | 11     | 0      | +11    | 8    |
| 2.º  | Formosa       | 1        | 0        | 1        | 0      | 11     | -11    | 4    |
| 3.º  | Santa Cruz    | 0        | 0        | 2        | 0      | 0      | +0     | 0    |

|  | Campeón Copa de Bronce |

| 30 de marzo | Formosa | P.G. - P.P.             | Santa Cruz | EGPC, Estancia Grande |  |
|             |         | Reporte p.36-38 Reporte |            |                       |  |

| 30 de marzo | Lagos del Sur | 11 - 0                  | Formosa | EGPC, Estancia Grande |  |
|             |               | Reporte p.36-38 Reporte |         |                       |  |

| 30 de marzo | Lagos del Sur | P.G. - P.P.             | Santa Cruz | EGPC, Estancia Grande |  |
|             |               | Reporte p.36-38 Reporte |            |                       |  |

### Tabla de posiciones
| 1.º | Chubut           | 4 | 0 | 0 | 80 | 15 | +65 | 16 |
| 2.º | San Luis         | 2 | 1 | 1 | 76 | 46 | +30 | 11 |
| 3.º | Tierra del Fuego | 1 | 1 | 2 | 66 | 70 | -4  | 7  |
| 4.º | Jujuy            | 3 | 1 | 0 | 72 | 36 | +36 |    |
| 5.º | Andina           | 1 | 1 | 2 | 46 | 75 | -29 |    |
| 6.º | Austral          | 1 | 0 | 3 | 22 | 73 | -51 | 4  |
| 7.º | Lagos del Sur    | 2 | 0 | 2 | 42 | 39 | +3  | 10 |
| 8.º | Formosa          | 1 | 0 | 3 | 12 | 45 | -33 | 4  |
| 9.º | Santa Cruz       | 0 | 0 | 4 | 0  | 91 | -91 | 0  |

|  | Campeón Copa de Oro y asciende a Zona Ascenso 2015. |
|  | Campeón Copa de Plata.                              |
|  | Campeón Copa de Bronce.                             |

| Bandera de la Provincia del Chubut |
| Chubut Campeón Súper 9 Juvenil     |
| Segundo título                     |